# قرار مجلس الأمن التابع للأمم المتحدة رقم 1668
قرار مجلس الأمن التابع للأمم المتحدة رقم 1668، الذي تم تبنيه بالإجماع في 10 أبريل 2006، بعد التذكير بالقرار 1581 (2005)، مدد المجلس فترة ولاية القاضي خواكين كانيفيل في المحكمة الجنائية الدولية ليوغوسلافيا السابقة إلى ما بعد فترة ولايته للسماح له بإكمال القضية.
كان الأمين العام كوفي عنان قد طلب من المجلس تمديد ولاية كانيفيل حتى يتمكن من استكمال قضية كراجيشنيك، على الرغم من حقيقة أن خدمته في المحكمة الجنائية الدولية ليوغوسلافيا السابقة قد تجاوزت ثلاث سنوات.

## روابط خارجية
- نص القرار في undocs.org